# Usia xizangensis
Usia xizangensis är en tvåvingeart som beskrevs av Yang 1994. Usia xizangensis ingår i släktet Usia och familjen svävflugor. Inga underarter finns listade i Catalogue of Life.